# Polia mysticoides
Polia mysticoides är en fjärilsart som beskrevs av Barnes och Benjamin 1924. Polia mysticoides ingår i släktet Polia och familjen nattflyn. Inga underarter finns listade i Catalogue of Life.